# Monte Lantoy
O Monte Lantoy é uma montanha com 593 metros de altitude, localizada a 10 km do município de Argao, na província de Cebu, região de Visayas Centrais, nas Filipinas. O local é um ponto turístico além de abrigar grande diversidade de flora e fauna.

## Reserva florestal
Monte Lantoy foi declarado reserva florestal de bacia de drenagem, pelo decreto presidencial de Fidel Valdez Ramos No. 414 em 29 de junho de 1994. A área protegida inicial era de 7.265 hectares e foi reduzida para 3.000 hectares, em dezembro de 2006 por meio de uma a ordem executiva emitida pela presidente Gloria Macapagal Arroyo.
As encostas superiores do Monte Lantoy ainda possuem algumas florestas nativas secundárias baixas e matas densas. As áreas baixas ao redor, é coberta por terras agrícolas e reflorestamento com o plantio de árvores exóticas como mogno, Falcataria moluccana, camelina e acácia. O rio Argao delimita a área e corta uma estreita garganta abaixo do Lantoy.
O acesso a montanha exige a utilização de guias e é feito através de trilhas e escalada com pequena dificuldade. Existem numerosas cavernas de pedra calcária nas falésias entre elas as cavernas de Siay e Agta. Ao chegar ao pico do Monte Lantoy podem ser vistos os montes Osmeña, Mantalungon e Dalaguete.

## Mitologia filipina
Na mitologia filipina, o Monte Lantoy é conhecido por ser o domínio de Maria Cacau, deusa da montanha ou diwata. A deusa vive em uma caverna na monstanha rodeada por uma plantação de cacaueiros.
A lenda conta que sempre que chove, o rio que vem do Monte Lantoy inunda a região ou uma ponte é quebrada, este é o sinal que Maria Cacau e seu marido Mangao estão viajando rio abaixo em seu navio dourado para que possam vender suas colheitas de cacau ou viajado rio acima no seu caminho de volta.
Uma versão mais moderna da lenda, sugere que os tomadores que deixam de pagar seus empréstimos à deusa, logo se viriam diante de terríveis consequências, quando o barco de Maria Cacao chega para levar suas almas ao próximo mundo.